# J. Gurney Nutting
J. Gurney Nutting (später: Gurney Nutting) war ein britischer Karosseriehersteller, der in der Zeit zwischen den Weltkriegen individuelle Einzelaufbauten vor allem für Oberklasseautomobile fertigte. Zu den Kunden Gurney Nuttings gehörten mehrere Mitglieder der britischen Königsfamilie. Das Unternehmen hatte zeitweise den Status des Königlichen Hoflieferanten.

## Unternehmensgeschichte

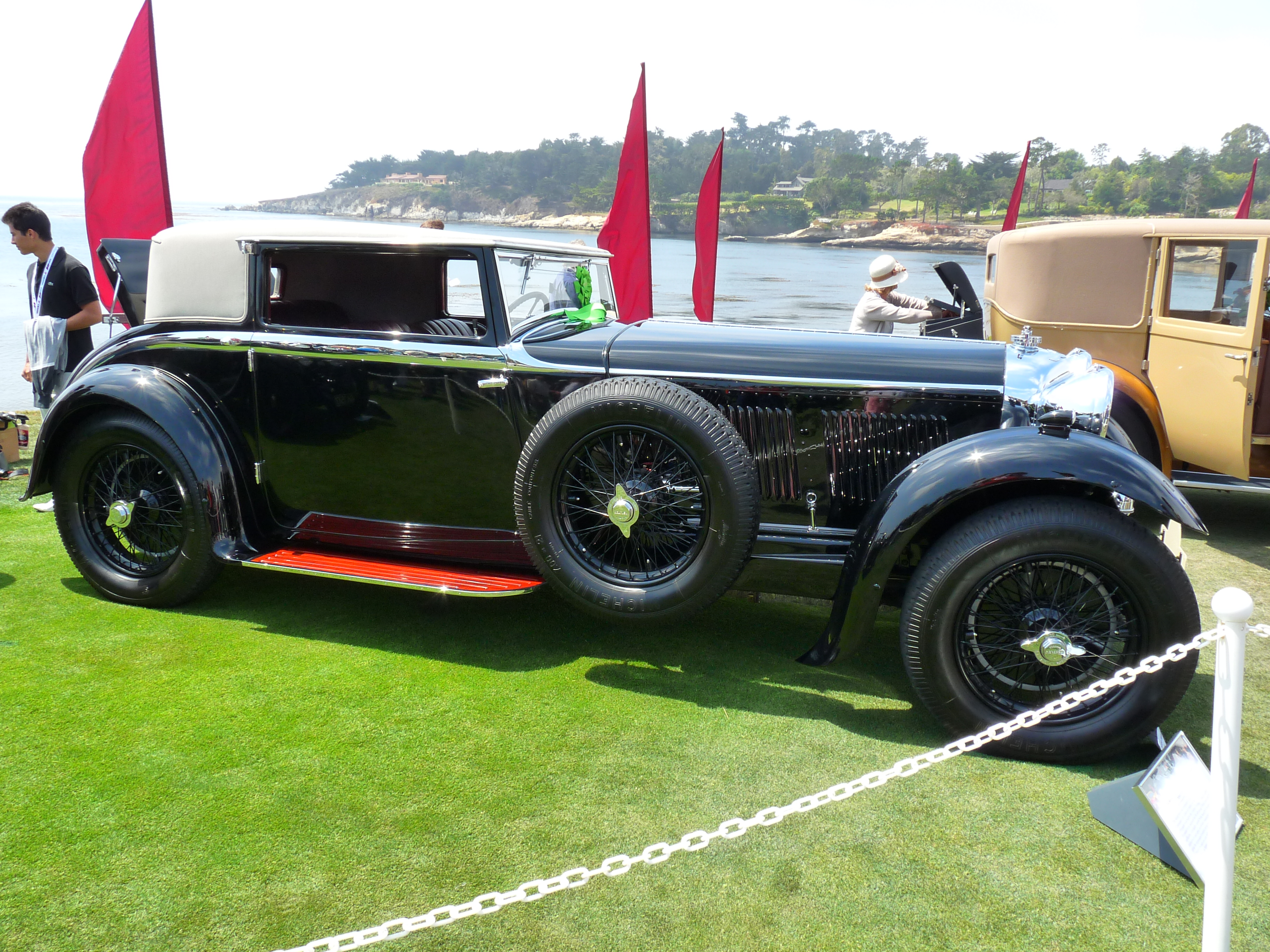
Bentley Speed 6 mit Gurney-Nutting-Karosserie nach Weymann-Patent (1930)

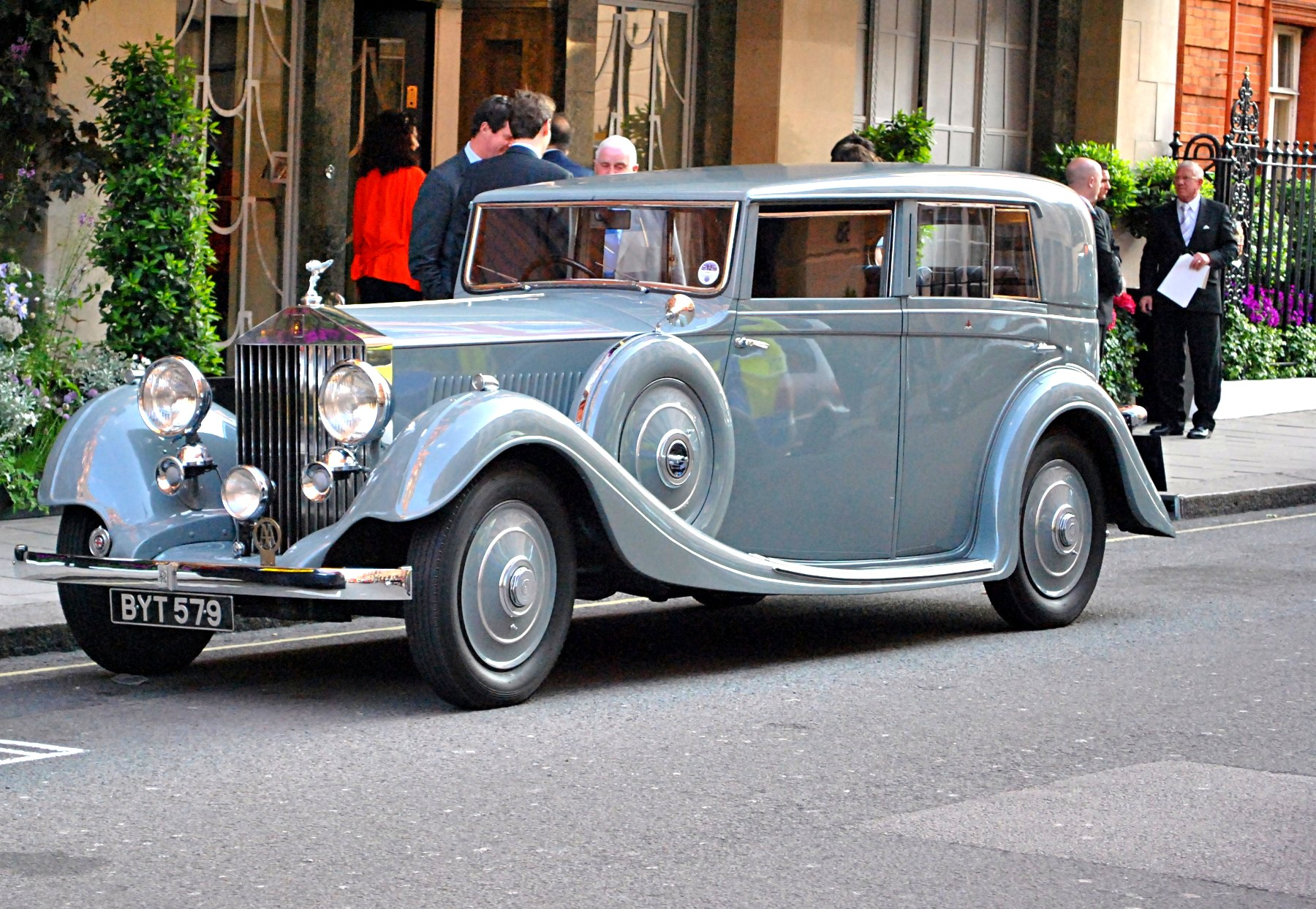
Rolls-Royce 20-25 Saloon von Gurney Nutting

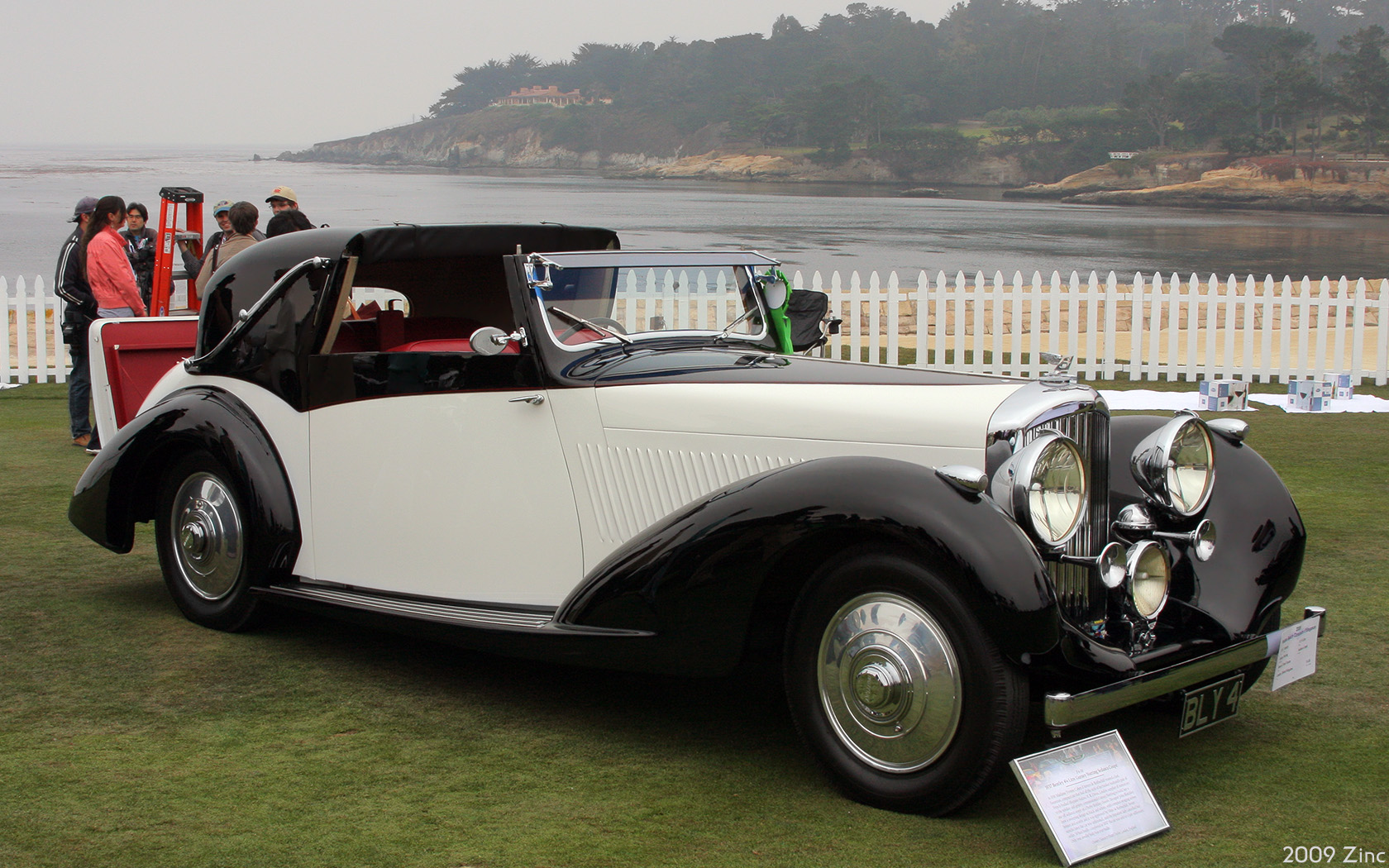
Bentley 4¼ Litre Sedanca Coupé (1937)

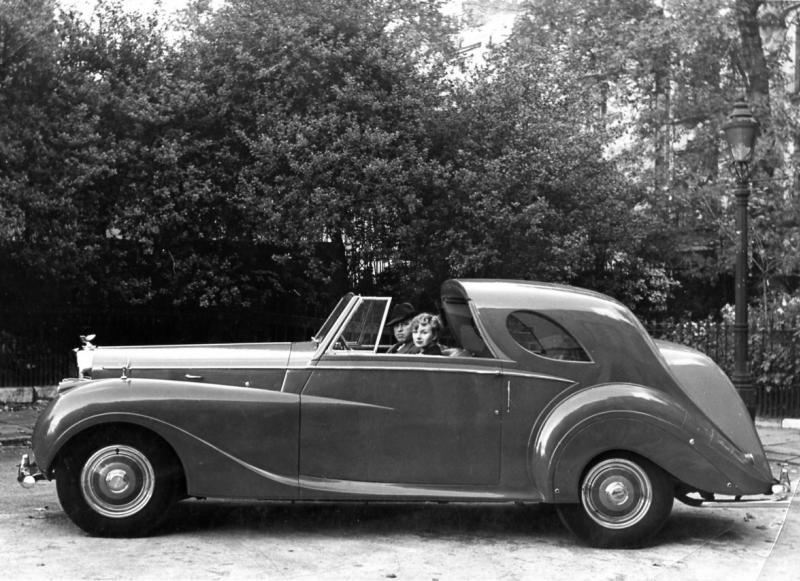
Bentley Mark VI Sedanca „Teadrop Coupé“

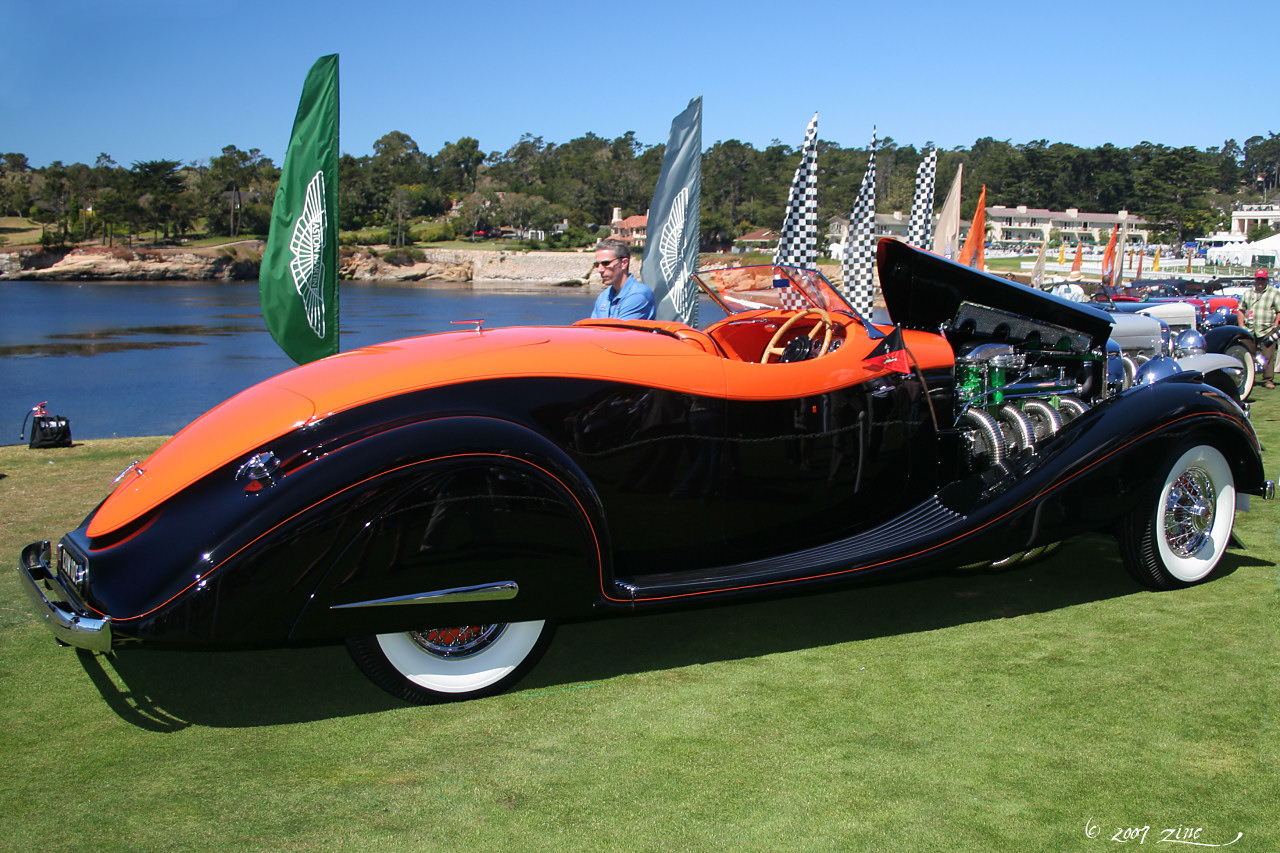
Duesenberg J Speedster von Gurney Nutting (1935)

### Die Anfänge
Anders als viele andere britische Karosseriebauunternehmen wie etwa Barker, Hooper oder Rippon hatte Gurney Nutting keine lange Tradition als Kutschenhersteller, als es 1919 die Fertigung von Automobilkarosserien aufnahm.
Das Unternehmen wurde von John Gurney Nutting (1871–10. Februar 1946) gegründet. Gurney Nutting hatte während des Ersten Weltkriegs in London ein Bauunternehmen und eine Tischlerei betrieben und war in dieser Zeit vor allem durch Regierungsaufträge zu einem beträchtlichen Vermögen gekommen. Nach dem Ende des Krieges ergab sich in Großbritannien ein Boom der Automobilindustrie, der auch die Gründung zahlreicher neuer Karosseriebaubetriebe nach sich zog. Zu dieser Zeit war es nämlich üblich, dass die Automobilhersteller lediglich das Chassis und ggf. auch die Motoren produzierten, während die Aufbauten von externen Zulieferern gefertigt wurden. Diese arbeiteten entweder individuell im Auftrag von Kunden oder Händlern, oder sie lieferten als Subunternehmer des Chassisherstellers mehr oder weniger standardisierte Aufbauten. 
John Gurney Nutting griff diese Entwicklung auf, als er 1919 seinen Betrieb auf die Karosseriefertigung ausweitete. Ziel war es, hochwertige individuelle Aufbauten nach Kundenwunsch zu fertigen (im englischen Sprachgebrauch: „Bespoke Coachwork“). Das Unternehmen hatte seinen Sitz zunächst im Londoner Stadtteil Croydon, 1924 wechselte es nach einem Brand in den bisherigen Betriebsanlagen nach Chelsea.

### Konzentration auf die Oberklasse
Von Beginn an konzentrierte sich Gurney Nutting auf Oberklasse-Chassis. Bereits 1921 entstanden die ersten Aufbauten für Daimler, ab 1925 kleidete Gurney Nutting Chassis von Rolls-Royce ein. Später kamen Chassis von Alvis, Armstrong-Siddeley, Lagonda und Talbot hinzu. Am intensivsten war allerdings die Verbindung zu Bentley: Gurney Nutting hatte schon 1920 eines der ersten Bentley-Modelle karossiert, und Ende der 1920er-Jahre war das Unternehmen nach Vanden Plas zum zweitwichtigsten Karosserielieferanten Bentleys geworden. Allein 1931 fertigte Gurney Nutting 360 Karosserien für Bentley-Chassis.

### Der Gurney-Nutting-Stil
Zu den Besonderheiten Gurney Nuttings gehörte der zurückhaltende und elegante Stil der Karosserien. Sie wurden in den 1920er-Jahren überwiegend von Albert Francis („A.F.“) McNeil gestaltet, einem Designer, der zuvor für das Konkurrenzunternehmen Cunard gearbeitet hatte. 1936 wechselte McNeil zu Gurney Nuttings Konkurrenten James Young; sein Nachfolger bei Gurney Nutting wurde sein bisheriger Assistent John Blatchley, der bis zum Ausbruch des Zweiten Weltkriegs den Stil der Marke prägte. Blatchley war in den 1960er-Jahren Designer bei Rolls-Royce.
In den 1920er- und frühen 1930er-Jahren fertigte Gurney Nutting vielfach Aufbauten nach Weymann-Patent. Sie hatten ein Holzgerüst und waren mit lackiertem Kunstleder überspannt.  Zu dieser Zeit gehörte  der Prince of Wales – der spätere König Eduard VIII. – zu Gurney Nuttings Kunden. Zu Beginn der 1930er-Jahre wurde Gurney Nutting zum Königlichen Hoflieferanten ernannt. 

### Abwendung vom Weymann-Patent: „Höchste Eleganz“
Zu Beginn der 1930er-Jahre ließ das Kundeninteresse an den Weymann-Karosserien stark nach. Sie waren zwar leise und komfortabel, ließen aber konstruktionsbedingt nur mehr oder weniger gerade Linien zu; runde Formen, die seit Beginn des neuen Jahrzehnts zunehmend gefragt waren, ließen sich mit gespanntem Kunstleder hingegen nur sehr eingeschränkt herstellen. Gurney Nutting stellte daraufhin vollständig auf Metallkarosserien um. Die  in dieser Zeit entstandenen Aufbauten gelten als die elegantesten in der Unternehmensgeschichte; sein zeigten vielfach „höchste Eleganz“. Hierzu gehören auch die Sedanca-Coupés, die Gurney Nutting im Auftrag des Londoner Rolls-Royce-Händlers H.R. Owen fertigte und zu einem Markenzeichen des Unternehmens wurden.

### Krieg, Verkauf und Betriebseinstellung
Zu Beginn des Zweiten Weltkriegs endete die Karosserieproduktion bei Gurney Nutting. Das Unternehmen fertigte während des Krieges Boote.
Nach Kriegsende wurde die Karosserieproduktion zunächst nicht wieder aufgenommen. John Gurney Nutting, der bislang den Betrieb geführt hatte, konnte das Unternehmen aus gesundheitlichen Gründen nicht weiter betreiben. Bevor er im Februar 1946 starb, verkaufte er sein Unternehmen an den Londoner Rolls-Royce-Händler Jack Barclay, der bereits vor Kriegsausbruch Gurney Nuttings Konkurrenten James Young übernommen hatte. Jack Barclay legte die Produktionsstätte von Gurney Nutting und seine eigene Werkststatt in den folgenden Jahren aus Kostengründen zusammen, während die Blecharbeiten zentriert bei James Young in Bromley ausgeführt wurden. Auf der ersten British International Motor Show im Olympia war Gurney Nutting noch mit einem eigenen Stand vertreten, auf dem das Unternehmen einen Bentley Mark VI mit Sedanca-Karosserie zeigte. Danach gab es keine reguläre Karosseriefertigung unter dem Namen Gurney Nutting mehr.

## Trivia
In dem Spielfilm Sag niemals nie (1983) fährt Sean Connery in der Rolle des James Bond einen Bentley 4¼ Litre mit einer 1937 hergestellten Drophead-Karosserie von Gurney Nutting.